# 加藤有希子
加藤 有希子（かとう ゆきこ、5月23日 - ）は日本の女性声優、舞台女優。神奈川県出身。フリーの声優。劇団新和座映画放送部所属。専門学校ESPパフォーマンスビレッジ卒業。

## 概要
2005年、専門学校ESPパフォーマンスビレッジに入学。同年、在学中にGUILTY GEARシリーズのブリジット役で声優デビュー。
2009年より新和座の座員として、声優活動の傍ら舞台役者としても本格的なキャリアを開始する。

## 出演作品

### テレビアニメ
- イタズラなKiss（女子生徒C）
- BLAZBLUE ALTER MEMORY（リンファ）

### ゲーム
- カオス ヒーローズ オンライン（ブリジット[3]）
- GUILTY GEARシリーズ（ブリジット）
  - GUILTY GEAR XX Λ CORE
  - GUILTY GEAR XX Λ CORE PLUS
  - GUILTY GEAR 2 OVERTURE（サーヴァント：猫又ちゃん）
- BLAZBLUE（リンファ）[4]
- FRAGMENTS BLUE（女子生徒C）
- 蘭島物語 レアランドストーリー 少女の約定（アイビー）
- 龍が如く5　夢、叶えし者（エマ、他）
- 龍が如く維新
- Hangame
  - チェリーザキッド（チェリー、フラッペ、ママ）
  - 羽根つきチェリー（チェリー、ママ）
  - 人鳥侍極（中辛、女郎蜘蛛）
  - 大海原（浜田ありさ）
  - チーコ☆すとらいく（みどり）

### アプリ
- 見える化少女（愛心映｟えころはゆ｠）

### 舞台
- 劇団ボイスマジック公演「宍戸町フォーチュンきっす」〜世にも微妙な物語〜（女生徒C）
- 劇団新和座「エレクトラ」（クリュソテミス）
- 劇団新和座「王女メディア」（コロス）